# Cryptoblepharus
Genre
Cryptoblepharus est un genre de sauriens de la famille des Scincidae.

## Répartition
Les espèces de ce genre se rencontrent en Australie, en Indonésie, sur la cote et les îles africaines de l'océan Indien et dans les îles de l'océan Pacifique jusqu'aux Fidji et dans l'archipel d'Ogasawara.

## Liste des espèces
Selon The Reptile Database (8 aout 2012) :
- Cryptoblepharus adamsi Horner, 2007
- Cryptoblepharus africanus (Sternfeld, 1918)
- Cryptoblepharus ahli Mertens, 1928
- Cryptoblepharus aldabrae (Sternfeld, 1918)
- Cryptoblepharus ater (Boettger, 1913)
- Cryptoblepharus australis (Sternfeld, 1918)
- Cryptoblepharus balinensis Barbour, 1911
- Cryptoblepharus bitaeniatus (Boettger, 1913)
- Cryptoblepharus boutonii (Des Jardin, 1831)
- Cryptoblepharus buchananii (Gray, 1838)
- Cryptoblepharus burdeni Dunn, 1927
- Cryptoblepharus caudatus (Sternfeld, 1918)
- Cryptoblepharus cognatus (Boettger, 1881)
- Cryptoblepharus cursor Barbour, 1911
- Cryptoblepharus cygnatus Horner, 2007
- Cryptoblepharus daedalos Horner, 2007
- Cryptoblepharus egeriae (Boulenger, 1888)
- Cryptoblepharus eximius Girard, 1857
- Cryptoblepharus exochus Horner, 2007
- Cryptoblepharus fuhni Covacevich & Ingram, 1978
- Cryptoblepharus furvus Horner, 2007
- Cryptoblepharus gloriosus (Stejneger, 1893)
- Cryptoblepharus gurrmul Horner, 2007
- Cryptoblepharus juno Horner, 2007
- Cryptoblepharus keiensis (Roux, 1910)
- Cryptoblepharus leschenault (Cocteau, 1832)
- Cryptoblepharus litoralis (Mertens, 1958)
- Cryptoblepharus megastictus Storr, 1976
- Cryptoblepharus mertensi Horner, 2007
- Cryptoblepharus metallicus (Boulenger, 1887)
- Cryptoblepharus nigropunctatus (Hallowell, 1861)
- Cryptoblepharus novaeguineae Mertens, 1928
- Cryptoblepharus novocaledonicus Mertens, 1928
- Cryptoblepharus novohebridicus Mertens, 1928
- Cryptoblepharus ochrus Horner, 2007
- Cryptoblepharus pannosus Horner, 2007
- Cryptoblepharus plagiocephalus (Cocteau, 1836)
- Cryptoblepharus poecilopleurus (Wiegmann, 1836)
- Cryptoblepharus pulcher (Sternfeld, 1918)
- Cryptoblepharus quinquetaeniatus (Günther, 1874)
- Cryptoblepharus renschi Mertens, 1928
- Cryptoblepharus richardsi Horner, 2007
- Cryptoblepharus ruber Börner & Schüttler, 1981
- Cryptoblepharus rutilus (Peters, 1879)
- Cryptoblepharus schlegelianus Mertens, 1928
- Cryptoblepharus tytthos Horner, 2007
- Cryptoblepharus ustulatus Horner, 2007
- Cryptoblepharus virgatus (Garman, 1901)
- Cryptoblepharus voeltzkowi (Sternfeld, 1918)
- Cryptoblepharus wulbu Horner, 2007
- Cryptoblepharus xenikos Horner, 2007
- Cryptoblepharus yulensis Horner, 2007
- Cryptoblepharus zoticus Horner, 2007

## Publication originale
- Wiegmann, 1835 "1834" : Beiträge zur Zoologie gesammelt auf einer Reise um die Erde. Siebente Abhandlung. Amphibien. Nova Acta Physico-Medica, Academiae Caesarae Leopoldino-Carolinae, Halle, vol. 17, p. 185-268 (texte intégral).